# 巴西北部地区

巴西北部（葡萄牙語：Região Norte do Brasil），是巴西的5個地理分區之一，包括阿克里州、阿马帕州、亚马孙州、帕拉州、朗多尼亚州、罗赖马州及托坎廷斯州。总面积3,853,327.2平方公里，占巴西领土面积的45.27%。总人口17,231,027人（2014年），為巴西面積最大，人口密度最低的地區。
巴西北部大部分屬於亞馬遜雨林，是世界上面積最大、物種最豐富的熱帶雨林。巴西北部的人口組成主要為巴西原住民和歐洲人的後裔
- 亞馬遜雨林
- 瑪瑙斯